# 수원시 갑 (1988년 선거구)
수원시 갑은 대한민국의 옛 국회의원 선거구이다. 당시 경기도 수원시의 일부 지역을 관할했다.

## 역사
대한민국 제13대 국회의원 선거를 앞두고 수원시·화성군 선거구에서 분리되어 신설되었다.
1988년 7월 1일에 수원시에 구제가 실시되었다. 이 과정에서 수원시 갑 선거구 지역에 권선구가 설치되었다. 이에 대한민국 제14대 국회의원 선거를 앞두고 수원시 갑 선거구가 수원시 권선구 갑, 수원시 권선구 을 선거구로 분구되면서 폐지되었다.

## 역대 국회의원
| 선거   | 정당 | 정당       | 의원   |
| ------ | ---- | ---------- | ------ |
| 1988년 |      | 민주정의당 | 김인영 |

## 역대 선거 결과

### 대한민국 제13대 국회의원 선거
|  | 45.01% |

|  | 37.78% |

|  | 17.20% |